# Myrmeleon vittatus
Myrmeleon vittatus är en insektsart som beskrevs av Olivier 1811. Myrmeleon vittatus ingår i släktet Myrmeleon och familjen myrlejonsländor. Inga underarter finns listade i Catalogue of Life.